# Michelle Hunziker
Michelle Hunziker (n. 24 ianuarie 1977, Sorengo⁠(d), Cantonul Ticino, Elveția) este o moderatoare de televiziune italiană de origina elvețiană